# Націонал-ліберальна партія (Німеччина)
Націонал-ліберальна партія (нім. Nationalliberale Partei) — політична сила в Німеччині наприкінці XIX — початку XX століття.

## Історія

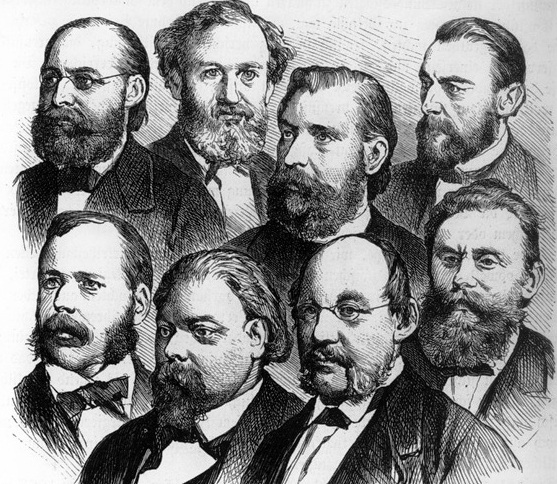
Лідери Націонал-ліберальної партії. Верхній ряд: Вільгельм Вехренфеннинг, Едуард Ласкер, Генріх фон Трейчке, Иоганн Микельruen. Нижній ряд: Франц фон Роггенбах, Карл Браун, Рудольф фон Гнейст, Людвіг Бамбергер

Націонал-ліберальна група з'явилася в прусському ландтазі восени 1866 року. Її склали праві члени Німецької прогресивної партії, які згрупувались навколо Едуарда Ласкера і Ганса Віктора фон Унру. Попри розбіжності з урядом з приводу внутрішньої політики, партія активно підтримувала діяльність Бісмарка, спрямована на об'єднання Німеччини. Головою офіційно оформилася до 1867 році НЛП став Рудольф фон Беннігсен. На перших виборах у рейхстаг у 1871 році партія отримала понад 30 % голосів, сформувавши найбільшу депутатську фракцію.
Період найбільшого впливу НЛП припадає на 1871—1879 роки, коли партія була головним союзником Бісмарка в рейхстазі, підтримуючи урядову політику культуркампфа. Діловим колам, підтримувало НЛП, була вигідна політика вільної торгівлі, що проводиться урядом в 1870-х роках. Після переходу до протекціонізму в 1880-і роки з партії вийшла опозиційна фракція, яка сформувала Німецьку партію вільнодумних. Сама партія, все більш витісняється з опозиційного поля соціал-демократами, поступово зблизилася з консерваторами. Під час Першої світової війни НЛП на чолі з Густавом Штреземаном підтримувала експансіоністські плани уряду.
Після закінчення війни і Листопадової революції стався розкол партії: помірковане крило сформувало Німецьку народну партію, ліве крило злилося з ПНП, утворивши Німецьку демократичну партію. Вкрай права меншість приєдналося до Німецької національної народної партії.